# Grands Prix automobiles de la saison 1926
Champion du monde des constructeurs AIACR
 Bugatti
1925 1927
La saison de Grands Prix automobiles 1926 est la seconde saison du Championnat du monde des manufacturiers organisé par l'Association Internationale des Automobile Clubs Reconnus (AIACR). Cette année, le championnat est remporté par le constructeur français Bugatti.

## Grands Prix de la saison

### Grands Prix du championnat
| Grand Prix                                                                                          | Circuit      | Date        | Pilote vainqueur             | Constructeur vainqueur | Résultats |
| --------------------------------------------------------------------------------------------------- | ------------ | ----------- | ---------------------------- | ---------------------- | --------- |
| 500 miles d'Indianapolis                                                                            | Indianapolis | 31 mai      | Frank Lockhart               | Miller                 | Résultats |
| Grand Prix de l'ACF                                                                                 | Miramas      | 27 juin     | Jules Goux                   | Bugatti                | Résultats |
| Grand Prix de Saint-Sébastien                                                                       | Lasarte      | 18 juillet  | Jules Goux                   | Bugatti                | Résultats |
| Grand Prix du RAC                                                                                   | Brooklands   | 7 août      | Robert Sénéchal Louis Wagner | Delage                 | Résultats |
| Grand Prix d'Italie                                                                                 | Monza        | 5 septembre | Louis Charavel               | Bugatti                | Résultats |
| Le Grand Prix de Saint-Sébastien est également connu sous le nom de Grand Prix automobile d'Europe. |              |             |                              |                        |           |

### Autres Grands Prix
| Grand Prix                    | Circuit       | Date         | Pilote vainqueur    | Constructeur vainqueur | Résultats |
| ----------------------------- | ------------- | ------------ | ------------------- | ---------------------- | --------- |
| Circuito del Pozzo            | Vérone        | 21 mars      | Alessandro Consonno | Bugatti                | Résultats |
| Grand Prix de Rome            | Valle Giulia  | 28 mars      | Aymo Maggi          | Bugatti                | Résultats |
| Grand Prix de Provence        | Miramas       | 28 mars      | Henry Segrave       | Talbot                 | Résultats |
| Circuito di Alessandria       | Alexandrie    | 4 avril      | Giovanni Alloatti   | Bugatti                | Résultats |
| Coppa Florio                  | Madonies      | 25 avril     | Meo Costantini      | Bugatti                | Résultats |
| Targa Florio                  | Madonies      | 25 avril     | Meo Costantini      | Bugatti                | Résultats |
| Coppa Vinci                   | Messine       | 2 mai        | Renato Balestrero   | O.M.                   | Résultats |
| Grand Prix de Tripoli         | Tripoli       | 2 mai        | François Eysserman  | Bugatti                | Résultats |
| Grand Prix de Casablanca      | Casablanca    | 9 mai        | Edouard Meyer       | Bugatti                | Résultats |
| Circuito Savio                | Ravenne       | 23 mai       | Gastone Brilli-Peri | Ballot                 | Résultats |
| Coppa di Perugia              | Pérouse       | 30 mai       | Emilio Materassi    | Itala                  | Résultats |
| Circuito stradale del Mugello | Mugello       | 27 juin      | Emilio Materassi    | Itala                  | Résultats |
| Circuit des Gattières         | Nice          | 4 juillet    | Louis Chiron        | Bugatti                | Résultats |
| Circuito di Camaiore          | Camaiore      | 18 juillet   | Baconin Borzacchini | Salmson                | Résultats |
| Grand Prix d'Espagne          | Lasarte       | 25 juillet   | Meo Costantini      | Bugatti                | Résultats |
| Grand Prix de la Marne        | Reims         | 25 juillet   | François Lescot     | Bugatti                | Résultats |
| Grand Prix du Comminges       | Saint-Gaudens | 1er août     | Louis Chiron        | Bugatti                | Résultats |
| Coppa Acerbo                  | Pescara       | 7 août       | Luigi Spinozzi      | Bugatti                | Résultats |
| Coppa Montenero               | Montenero     | 15 août      | Emilio Materassi    | Itala                  | Résultats |
| Grand Prix de Boulogne        | Boulogne      | 28 août      | George Eyston       | Bugatti                | Résultats |
| Grand Prix de la Baule        | La Baule      | 28 août      | Louis Wagner        | Delage                 | Résultats |
| Grand Prix de Milan           | Monza         | 12 septembre | Meo Costantini      | Bugatti                | Résultats |
| Solituderennen                | Solitude      | 12 septembre | Otto Merz           | Mercedes-Benz          | Résultats |
| Junior Car Club 200 mile race | Brooklands    | 25 septembre | Henry Segrave       | Talbot                 | Résultats |
| Coupe du Salon                | Montlhéry     | 17 octobre   | Albert Divo         | Talbot                 | Résultats |
| Circuito del Garda            | Salò          | October 17   | Aymo Maggi          | Bugatti                | Résultats |

## Classement du Championnat du monde des constructeurs
| Pos. | Constructeur     | 500 | FRA | SSE | GBR | ITA | Total points |
| ---- | ---------------- | --- | --- | --- | --- | --- | ------------ |
| 1    | Bugatti          |     | 1   | 1   | 2   | 1   | 11           |
| 2    | Delage           |     |     | 2   | 1   |     | 21           |
| 3    | Miller           | 1   |     |     |     |     | 25           |
| 4    | Duesenberg       | 5   |     |     |     |     | 28           |
| —    | Eldridge Special | Ret |     |     |     |     | 29           |
| —    | Fengler          | Ret |     |     |     |     | 29           |
| —    | Schmidt          | Ret |     |     |     |     | 29           |
| —    | Ford             | Ret |     |     |     |     | 29           |
| —    | Talbot           |     |     |     | Ret |     | 29           |
| —    | Halford Special  |     |     |     | Ret |     | 29           |
| —    | Aston Martin     |     |     |     | Ret |     | 29           |
| —    | Chiribiri        |     |     |     |     | Ret | 29           |
| —    | Maserati         |     |     |     |     | Ret | 29           |
| Pos. | Constructeur     | 500 | FRA | SSE | GBR | ITA | Total points |

| Couleur | Résultat                     |
| ------- | ---------------------------- |
| Or      | Vainqueur                    |
| Argent  | 2e place                     |
| Bronze  | 3e place                     |
| Vert    | Terminé, dans les points     |
| Bleu    | Terminé, pas dans les points |
| Violet  | Abandon (Ab.) ou (Ret)       |
| Violet  | Non classé (NC)              |
| Rouge   | Pas qualifié (DNQ)           |
| Noir    | Disqualifié (DSQ)            |
| Blanc   | Pas au départ (DNS)          |
| Blanc   | Forfait (WD)                 |
| Blanc   | N'a pas participé (DNP)      |
| Blanc   | Blessé (INJ)                 |
| Blanc   | Exclu (EX)                   |
| Blanc   | Course annulée (C)           |

## Grands Prix nord-américains
Les courses se déroulant aux États-Unis sont regroupées au sein du Championnat américain. Au total 31 courses dont 26 comptant pour le classement final se déroulent cette année-là.
Harry Hartz remporte le championnat.